# Prima Categoria Sicilia 1959-1960
Il campionato di calcio di Prima Categoria 1959-1960 è stato il massimo livello dilettantistico di quella stagione sportiva. A carattere regionale, fu il primo campionato con questo nome dopo la riforma voluta da Zauli del 1958.
I campioni regionali venivano promossi in Serie D, mentre ogni altro dettaglio organizzativo era stato devoluto al Comitato Regionale Siculo per la regione Sicilia.

## Girone A

### Classifica finale
|  |     | 1ª Categoria Siciliana 1959-60 girone A  | Pt      | G  | V  | N  | P  | GF | GS |
|  | --- | ---------------------------------------- | ------- | -- | -- | -- | -- | -- | -- |
|  | 1.  | U.S. Mazara, Mazara del Vallo            | 35      | 22 | 15 | 5  | 2  | 44 | 8  |
|  | 2.  | Pol. Licata, Licata                      | 35      | 22 | 15 | 5  | 2  | 37 | 14 |
|  | 3.  | G.S. Folgore, Selinunte di Castelvetrano | 28      | 22 | 9  | 10 | 3  | 26 | 20 |
|  | 4.  | U.S. Juventina, Palermo (-1)             | 23      | 22 | 10 | 4  | 8  | 29 | 14 |
|  | 5.  | Fulmine Marsala                          | 22      | 22 | 9  | 4  | 9  | 30 | 21 |
|  | 6.  | A.S. Termitana, Termini Imerese          | 18      | 22 | 6  | 6  | 10 | 20 | 30 |
|  | 7.  | A.S. Ribera, Ribera                      | 18      | 22 | 7  | 4  | 11 | 15 | 30 |
|  | 8.  | A.S. Canicattì, Canicattì (-1)           | 16      | 22 | 5  | 7  | 10 | 24 | 22 |
|  | 9.  | Pol. Partinicaudace, Partinico           | 15      | 22 | 4  | 7  | 11 | 15 | 38 |
|  | 10. | U.S. Indomita, Palermo                   | 13      | 22 | 4  | 5  | 13 | 19 | 30 |
|  | 11. | U.S. Terranova Gela, Gela (-1)           | 6       | 22 | 0  | 7  | 15 | 7  | 65 |
|  | 12. | A.S. Alcamo, Alcamo (-27)                | 5       | 22 | 13 | 6  | 3  | 39 | 13 |
|  | --- | Nissena                                  | Esclusa |    |    |    |    |    |    |

Verdetti
- Mazara ammesso alla finale.

## Girone B

### Classifica finale
|  |     | 1ª Categoria Siciliana 1959-60 girone B | Pt | G  | V  | N  | P  | GF | GS |
|  | --- | --------------------------------------- | -- | -- | -- | -- | -- | -- | -- |
|  | 1.  | S.S. Milazzo                            | 36 | 24 | 16 | 4  | 4  | 57 | 20 |
|  | 2.  | A.C. Massiminiana, Catania              | 30 | 24 | 9  | 12 | 3  | 28 | 18 |
|  | 2.  | Pol. Paternò, Paternò                   | 30 | 24 | 11 | 8  | 5  | 38 | 29 |
|  | 4.  | Odeon Siracusa                          | 29 | 24 | 9  | 11 | 4  | 39 | 22 |
|  | 5.  | A.S. Floridia, Floridia                 | 26 | 24 | 10 | 6  | 8  | 34 | 28 |
|  | 6.  | A.S. Augusta, Augusta                   | 24 | 24 | 9  | 6  | 9  | 23 | 20 |
|  | 7.  | S.S. Idria, Francofonte                 | 23 | 24 | 9  | 5  | 10 | 22 | 32 |
|  | 8.  | U.S. Vittoria, Vittoria                 | 21 | 24 | 9  | 3  | 12 | 22 | 29 |
|  | 9.  | Pol. Ripostese, Riposto                 | 21 | 24 | 7  | 7  | 10 | 27 | 36 |
|  | 10. | S.S. Giarre, Giarre                     | 21 | 24 | 6  | 9  | 9  | 28 | 39 |
|  | 11. | U.S. Avola, Avola                       | 20 | 24 | 8  | 4  | 12 | 25 | 26 |
|  | 12. | A.S. Canicattini, Canicattini Bagni     | 18 | 24 | 7  | 4  | 13 | 20 | 37 |
|  | 13. | A.S. Adranitana, Adrano                 | 13 | 24 | 4  | 5  | 15 | 20 | 47 |

Verdetti
- Milazzo ammesso alla finale.

## Finale regionale
A ?? il ?? 1960:  Mazara-Milazzo ?-?.

## Verdetti finali
- Mazara promosso in Serie D 1960-1961.